# Jacob Hübner
Jacob Hübner nebo Jakob Hübner (20. června 1761, Augsburg – 13. září 1826, Augsburg) byl německý přírodovědec – entomolog, botanik, malíř a ilustrátor. Je považován za prvního velkého německého lepidopterologa, který je entomologické veřejnosti dobře znám jako klasický představitel staré německé entomologické generace. Je autorem práce Sammlung Europäischer Schmetterlinge (1796–1805), stěžejního entomologického díla.

## Život

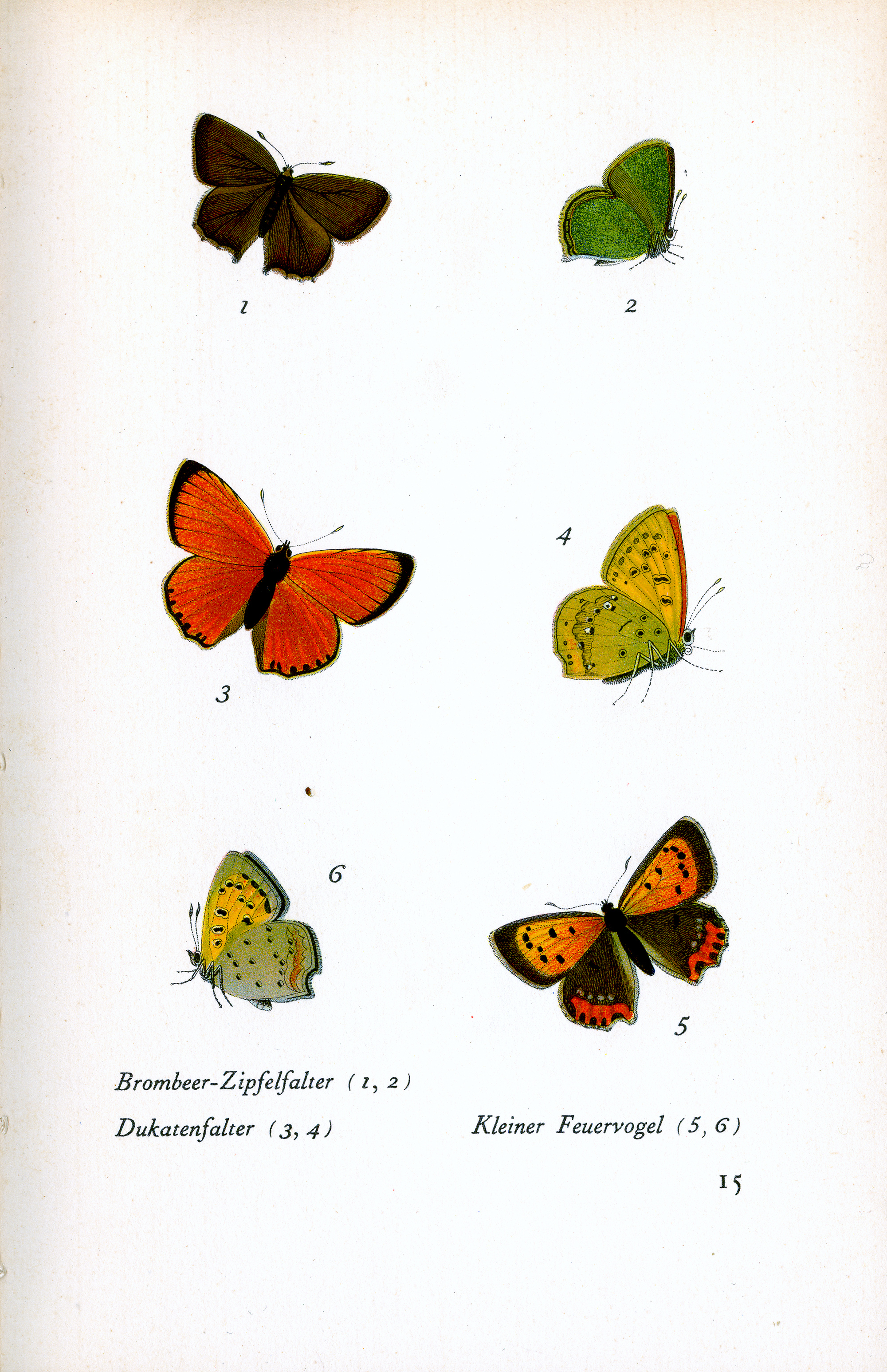
Strana 15 z práce Das kleine Schmetterlingsbuch

Jacob Hübner se narodil v Augsburgu v rodině dělníka. Po skončení základní školy pokračoval ve studiu na gymnáziu (Gymnasium bei St. Anna) v Augsburgu, kde se projevil jeho obrovský talent. Známé jsou jeho kolorované rytiny rostlin a živočichů, hlavně hmyzu. Jeho práce, které během svého života napsal, významně přispěly k dnešní úrovni znalostí o motýlech. V roce 1785, jako třiadvacetiletý, napsal svou první práci o motýlech.
Od roku 1786 pracoval tři roky jako návrhář, kreslíř a rytec vzorů v továrně na potisk bavlněných tkanin, na dnešní Ukrajině. Zde se věnoval hlavně detailním kresbám, které vyžadovaly výraznou přesnost. Mimoto ale i zde sbíral motýly, jejich popisy a ilustrace uveřejnil v práci Beiträge zur Geschichte der Schmetterlinge (1786–1790).
Během pobytu ve Vídni v období od srpna 1788 do jara 1789 se setkal s významným rakouským entomologem Ignazem Schiffermüllerem (1727–1806), s nímž se spřátelil.
Zabýval se více skupinami hmyzu, ale hlavně motýly (Lepidoptera). Je znám především jako autor, který popsal několik druhů hmyzu, ať už denní, nebo noční druhy motýlů. Zpočátku se věnoval motýlům jako samouk. Později spolupracoval i s několika významnými entomology, např. s Carlem Geyerem, nebo Gottliebem Augustem Herrich - Schäfferem. Znám je hlavně jako ilustrátor svých prací, kde publikoval mnohé nové druhy motýlů, které do té doby nebyly vědě známy. Tyto druhy zařadil už do jednoznačného klasifikačního systému, kde přesně klasifikoval rody a také druhovým jménům motýlů dal přesný a logický systém.
Do historie entomologie se zapsal jako vědec, který si potrpěl na systém a přesnost detailu, protože byl jedním z prvních vědců, který upozornil na tyto skutečnosti. Na základech jeho poznatků a prací se později rozvíjely všechny další vědecké práce v nichž se kladl důraz na systém, přesnost a na detail. Jeho souborné dílo je obrovské: vyhotovil celkově 1952 velkoformátových mědirytin, na nichž bylo vyobrazeno celkem 3598 druhů motýlů. Během svého života popsal několik druhů hmyzu a jeho jméno nese také několik druhů z této živočišné třídy. Práce Jacoba Hübnera jsou dosud považovány jako „použitelná díla v entomologii“ a často bývají opakovaně vydávána. Taktéž jsou uváděny a citovány v odborné literatuře jako zdroje informací v mnoha zemích světa.
Jacob Hübner zemřel v Augsburgu 13. září 1826.
Jeho sbírka motýlů (Lepidoptera) s typovým materiálem byla jako sbírka V. A. von Mazzola od roku 1823 uložena v „C.-k. dvorním kabinetu přírodnin“, předchůdci dnešního Přírodovědného muzea ve Vídni. Zde sbírka v roce 1848 shořela při požáru.